# Manfred Wieczorke
Manfred Wieczorke (* 28. April 1946 in Hannover) ist ein deutscher Keyboarder, Gitarrist, Komponist und Produzent. Bekannt wurde er insbesondere durch seine Mitgliedschaft bei Eloy und Jane.

## Leben und Wirken
Wieczorke begann ab Mitte der 1960er Jahre in Bands zu spielen, die ersten Jahre hauptsächlich an der E-Gitarre. Seine erste Band war die Beatband „The Black Stones“, zu denen bald auch Helmut Draht stieß, der ihn später, 1969, als Gitarrist für die gerade in der Gründungsphase befindlichen Eloy vorschlug.
Manfred blieb bis 1975 bei Eloy, wechselte aber in der Zeit um 1972 schwerpunktmäßig an die Tasteninstrumente; er hatte sich bereits vor seinem Einstieg bei Eloy eine Orgel zugelegt und das Spiel autodidaktisch erlernt.
Danach stieg er bei Jane ein, von denen er sich 1979 wegen musikalischer Differenzen wieder trennte. 1980 bestand die Möglichkeit zum Wiedereinstieg bei Eloy, Manfred lehnte jedoch ab.
1980 gründete Manfred dann sein eigenes Tonstudio („Nautilus“) und begann, auch andere Bands zu produzieren.
„Firehorse“ sollte sein bisher letztes, eigenes Bandprojekt werden: Nach der Veröffentlichung des Albums „On the wind“ fand die Band wegen des Ausstiegs des Sängers kurz vor Beginn ihrer England-Tournee ein vorzeitiges Ende.
Es folgten diverse Soloprojekte, aber auch Gemeinschaftsprojekte mit dem ehemaligen Eloy-Keyboarder Detlev Schmidtchen („Animator“, „The Trick“, „Choco“ und Piefke & Pafke und die Jungs aus der Dunkelkammer).
Privat entwickelte er eine große Vorliebe für Nordafrika, insbesondere Marokko, das er 1982 zum ersten Mal bereiste. Daher rührt auch der gelegentlich anzutreffende Spitzname „Mafie Maroc“.

## Diskografie
- 1970: Eloy – Walk Alone/Daybreak (Single)
- 1971: Eloy – Eloy
- 1973: Eloy – Inside
- 1973: Eloy – Daybreak/On the Road (Single)
- 1974: Eloy – Floating
- 1975: Eloy – Power and the Passion
- 1976: Jane – Live at Home
- 1977: Jane – Between Heaven and Hell
- 1978: Jane – Age of Madness
- 1980: Firehorse – On the Wind
- 1980 (?): Firehorse – Jenny (Single, 1998 als HOX 011 auf CD-R veröffentlicht)
- 1981: Justus und Filtercombo (Single)
- 1982: The Trick – Africa (Single; weitere Trick-Veröffentlichungen folgten auf CD-R)
- 1985: Choco – Choco (mit Detlev Schmidtchen)
- 1986: Choco – Bubbles in Your Brain? (mit Detlev Schmidtchen)
- 1987: Manfred Wieczorke – Transfer
- 1991: Eloy – Rarities (Keyboard-Anteile auf „Child Migration“)
- 1994: Mafie Maroc – Guideless (Solo-Album)